# اد داو
اد داو در عربستان سعودی است که در استان مکه واقع شده‌است.